# Operació matemàtica
En el seu significat més simple en matemàtiques i lògica, una operació és una acció o procediment que produeix un valor nou a partir d'un o més valors d'entrada. Hi ha dos tipus comuns d'operacions: unàries i binàries. Les operacions unàries impliquen només un valor, com la negació i les funcions trigonomètriques. Les operacions binàries, d'altra banda, prenen dos valors, i inclouen suma, resta, multiplicació, divisió, i exponenciació.
Les operacions poden implicar objectes matemàtics diferents dels nombres. Els valors lògics cert i fals es poden combinar emprant operacions lògiques com ara la conjunció -i-, la disjunció -o- i la negació -no. Es poden efectuar operacions de suma i resta amb vectors. Les rotacions es poden combinar utilitzant l'operació composició de funcions, que realitza primer una rotació i llavors, sobre el resultat de la primera rotació, l'altra. Les operacions amb conjunts inclouen les operacions binàries unió i intersecció i l'operació unària de complement. Les operacions amb funcions inclouen la composició de funcions i la convolució.
Pot ser que les operacions no estiguin definides per a tots els valors possibles. Per exemple, en el conjunt dels nombres reals, 1 no es pot dividir entre 0 i no es poden obtenir arrels quadrades dels nombres negatius. Del conjunt dels valors per als quals una operació està ben definida se'n diu el seu  domini. Del conjunt que conté els valors produïts per l'operació se'n diu el codomini, però del conjunt format només pels valors que s'obtenen com a resultat de l'operació se'n diu el seu  recorregut . Per exemple, en el conjunt dels nombres reals, l'operació d'extraure l'arrel quadrada només produeix nombres no negatius; el seu codomini és el conjunt dels nombres reals però el seu recorregut és el conjunt dels reals no negatius.
Les operacions poden implicar objectes de tipus diferents. Per exemple, un vector es pot multiplicar per un escalar per a obtenir un altre vector. En canvi l'operació producte escalar de dos vectors dona un escalar. Les operacions poden tenir o poden no tenir certes propietats, per exemple poden ser associatives, commutatives, anticonmmutatives, idempotents, i així.
Dels valors que es combinen se'n diu operands, arguments, o entrades, i del valor obtingut se'n diu el valor, el resultat, o la sortida. Les operacions poden tenir dos arguments, més de dos, o menys.
Una operació és semblant a un operador, però el punt de vista és diferent. Per exemple, es parla sovint de l'operació de sumar o de l'operació addició quan se centra l'atenció en els operands i en el resultat, però es diu operador addició (rarament operador de l'addició) quan se centra l'atenció en el procés o des d'un punt de vista més abstracte, la funció +: S×S → S.

## Definició general
Una operació ω és una funció de la forma ω : X1 × … × Xk → Y. Dels conjunts Xj se'n diu els dominis de l'operació, del conjunt Y se'n diu el codomini de l'operació, i del nombre enter fix, no negatiu k (el nombre d'arguments) se'n diu el tipus o l'arietat de l'operació. Així una operació unaria té arietat 1, i una operació binaria té arietat 2. D'una operació que tingui arietat zero se'n diu una operació nul·lària, i és simplement un element del codomini Y. D'una operació que té arietat k, se'n diu una operació k-ària. Per tant, una operació k+1-ària és una relació funcional en els seus primers k dominis.
El que s'ha dit abans defineix el que normalment es diu una operació finit-ària, referint-se al fet que el nombre d'arguments, k, és finit. Hi ha extensions òbvies on l'arietat es pren de forma que sigui un ordinal o un cardinal infinit, o fins i tot un conjunt arbitrari que indexi els arguments.
Sovint, la utilització de l'expressió operació implica que el domini de la funció és una potència del codomini. Això no és de cap manera sempre així, com es pot veure als exemples de més amunt.

## Classificació
Depenent de com siguin els conjunts implicats en l'operació pel que fa al conjunt considerat principal segons les nostres intencions podem classificar les operacions en dos tipus: internes i externes.

### Llei de composició interna
És l'operació en la qual, tant en els seus elements inicials com en el seu resultat, només intervé un conjunt S únic.
{\displaystyle S\times S\times \cdots \times S\to S}
de k arguments. Això rep també el nom de propietat de clausura.
Per a operacions binàries internes, se sol utilitzar la convenció de juxtaposar els elements que operen entre si, és a dir, si a i b pertanyen a S, llavors escrivim senzillament ab per al nou element de S obtingut a partir d'a i b.
Aquesta classificació és relativa i depèn del conjunt en què ens interessem: 
- En el conjunt dels nombres naturals, {\displaystyle \mathbb {N} }, l'operació d'addició és interna, ja que la suma de dos naturals sempre és un altre nombre natural ({\displaystyle +:\mathbb {N} \times \mathbb {N} \longrightarrow \mathbb {N} }).

- En el conjunt {\displaystyle \mathbb {N} } la resta no és operació interna doncs el resultat no sempre és natural, mentre que si ens atenim al conjunt dels enters {\displaystyle \mathbb {Z} } sí que es tracta d'una operació interna.

### Llei de composició externa
Una llei externa sobre un conjunt {\displaystyle A} amb coeficients en un conjunt {\displaystyle K} és una aplicació
{\displaystyle K\times A\longrightarrow A}.
Exemples de lleis externes es troben en les estructures d'espai vectorial o mòduls sobre un anell.